# Sitagroi
Sitagroi (in greco Σιταγροί?) è un ex comune della Grecia nella periferia della Macedonia orientale e Tracia di 3.240 abitanti secondo i dati del censimento 2021.
È stato soppresso a seguito della riforma amministrativa detta Programma Callicrate in vigore dal gennaio 2011 ed è ora compreso nel comune di Prosotsanī.
Sitagroi è anche una località di un importante sito archeologico del tardo neolitico e antica età del bronzo.